# Twilio
Twilio Inc. — американская компания, разработчик облачных платформ для коммуникации в реальном времени. Основана в 2008 году и предоставляющая широкий спектр продуктов, включая голосовую связь, SMS, видеосвязь и коммуникации через интернет-каналы. Twilio предоставляет API для разработчиков, которые позволяют интегрировать различные формы коммуникации в приложения.

## История
Twilio была основана в 2008 году Джеффом Лоусоном, Джоном Леггом и Эваном Блумом. Идея компании возникла из потребности в более удобных и гибких способах коммуникации для веб-приложений. С момента основания Twilio предоставляет инструменты для разработки и интеграции телефонных звонков, сообщений и видеоконференций в приложения.

## Продукты
Twilio предоставляет набор API и сервисов для интеграции различных коммуникаций в программы и приложения. К основным продуктам компании можно отнести:
- Twilio Voice — сервис для осуществления голосовых звонков через интернет.
- Twilio SMS — API для отправки и получения текстовых сообщений.
- Twilio Video — решение для видеосвязи.
- Twilio Flex — облачный контакт-центр для бизнес-решений.
- Twilio SendGrid — платформа для рассылки email-уведомлений.

## Бизнес-модель
Twilio работает по модели "коммуникации как услуга" (CPaaS), предоставляя своим клиентам программные инструменты для добавления различных каналов связи в их приложения. Компания имеет глобальный охват, предоставляя решения для множества отраслей, включая финансы, здравоохранение, продажи и маркетинг.

## Финансовые результаты
На 2022 год выручка компании составила 2,8 миллиарда долларов США, а чистая прибыль — 112,7 миллиона долларов. Twilio продолжает расширять свой рынок и укреплять позиции на рынке облачных коммуникаций.